# Auguste Agassiz
Auguste Agassiz (* 15. April 1809 in Môtier, Kanton Freiburg; † 25. Februar 1877 in Lausanne) war ein Schweizer Uhrmacher und Unternehmer. Er begründete das Vorgängerunternehmen von Longines.

## Leben und Wirken
Agassiz war ein Sohn des protestantischen Pfarrers von Môtier im Kanton Freiburg, sein Bruder war der berühmte Naturforscher Louis Agassiz. Zunächst absolvierte er eine Lehre im Bankhaus Mayor-Fornachon in Neuchâtel. 1832 zog er nach Saint-Imier und stieg in den Uhrenhandel von Henri Raiguel ein. Agassiz und Raiguel gründeten 1833 zusammen mit Florian Morel die Raiguel Jeune & Cie. zur Herstellung und zum Vertrieb von Gebrauchsuhren. Als Raiguel 1838 aus dem Unternehmen ausschied, firmierte es als Agassiz & Cie. und begann in die Vereinigten Staaten zu exportieren.
Die Agassiz-Uhren galten als besonders haltbar und erwarben sich rasch einen guten Ruf sowie einen hohen Bekanntheitsgrad. Ab 1847 war Agassiz alleiniger Inhaber, in den Jahren 1846 und 1847 amtierte er zusätzlich als Gemeindepräsident von Saint-Imier. Er zog sich aus gesundheitlichen Gründen nach Lausanne zurück und übertrug 1854 die Unternehmensleitung seinem Neffen Ernest Francillon, der 1866 die Uhrenfabrik Longines bauen liess.